# 余川村 (富山県)
余川村（よかわむら）は、かつて富山県氷見郡にあった村。

## 沿革
- 1889年（明治22年）4月1日 - 町村制の施行により、射水郡下余川村の区域を余川村に改称したうえで、射水郡余川村が発足する。富山県では珍しい1村1大字の独立村であった[3]。
- 1896年（明治29年）3月29日 - 郡制の施行のため、射水郡の区域から分立して、氷見郡が発足により、氷見郡に所属となる。
- 1952年（昭和27年）8月1日 - 氷見郡氷見町に編入する。同日、氷見郡氷見町は市制施行して、氷見市となる。

## 歴代村長
出典→
1. 百谷伝兵衛（1889年6月15日 - 1893年6月14日）
2. 神谷与平（1893年6月16日 - 1897年6月15日）
3. 平能竜太郎（1897年6月23日 - 1898年12月7日）
4. 津田昇次（1898年3月6日 - 1901年10月14日）
5. 金谷太次郎（1901年10月26日 - 1904年12月14日）
6. 三廼杏平（1904年12月27日 - 1908年11月7日）
7. 百谷伝兵衛（1908年11月16日 - 1912年4月2日）
8. 堂故茂平（1912年4月12日 - 1916年4月11日）
9. 堂故茂平（1916年4月12日 - 1916年12月23日）
10. 百谷伝兵衛（1917年2月23日 - 1919年2月6日）
11. 谷原理右衛門（1919年2月19日 - 1921年3月26日）
12. 金谷太次郎（1921年5月6日 - 1926年5月5日）
13. 金谷太次郎（1925年5月6日 - 1925年10月23日）
14. 平能清平（1925年10月30日 - 1929年10月30日）
15. 茶木秋一（1929年11月1日 - 1933年10月31日）
16. 金田昇次（1933年11月8日 - 1939年7月20日）
17. 茶木助次（1940年9月11日 - 1944年9月10日）
18. 茶木助次（1944年9月11日 - 1946年11月29日）
19. 谷原理一（1947年4月6日 - 1951年3月28日）
20. 小林義則（1951年4月23日 - 1952年7月31日）